# Anton Plate
Anton Plate (* 4. Januar 1950 in Hildesheim; † 8. September 2023 in Braunschweig) war ein deutscher Komponist und Hochschullehrer.

## Biografie
Anton Plate studierte von 1968 bis 1972 Schulmusik, anschließend Musiktheorie (bei Alfred Koerppen) und Komposition (bei Heinrich Sutermeister) in Hannover. 1976 war er als Rom-Stipendiat in der Villa Massimo; von 1982 bis 2011 lehrte er als Professor für Musiktheorie an der Hochschule für Musik und Theater Hannover. 1983 entstand die Oper Lisabetta und Lorenzo nach dem Decamerone von Giovanni Boccaccio, inszeniert von Jean Soubeyran, der am Text mitarbeitete. Zwischen 1999 und 2003 schrieb Plate im Auftrag von Ingo Metzmacher und dem Philharmonischen Staatsorchester Hamburg die Orchesterwerke You Must Finish Your Journey Alone, Passing, Leaving, At The River und Abschied für die Reihe legendärer Silvesterkonzerte Who Is Afraid Of 20th Century Music?.
Er verstarb am 8. September 2023 in Braunschweig im Alter von 73 Jahren.

## Auszeichnungen
- 1976 Rompreis Villa Massimo
- 1979 Niedersächsisches Künstlerstipendium

## Werke
- CASINO - großes Orchester (UA 2023 - DEUTSCHES SYMPHONIEORCHESTER BERLIN - METZMACHER)
- NIE GENUG - Blockflöte und Streichorchester (UA Oktober 2021 - Michala Petri)
- VALSE OBSOLETE - Violoncello/Viola und kleines Orchester
- LIBERATION - großes Orchester (UA 2023 - NDR RADIOPHILHARMONIE - METZMACHER)
- VIER AMERIKANISCHE SONATEN - Klavier Solo (2016) ISMN M-700235-25-3
- ROMANZA SENZA SPERANZA - Violine, Violoncello, Clarinette und Klavier (2011) ISMN M-700235-24-6
- TANGO N° 2 - für Clarinette und Klavier (2010) ISMN M-700235-27-7
- ROMANZE N° 3 - für Violine und Streichorchester (2008) ISMN M-700235-23-9
- „ALLE JAHRE WIEDER“ - Klavier Solo (2005) ISMN M–700235–19-2
- HAPPY BIRTHDAY, DEAR INGO (2007) ISMN M–700235–21-5
- ABSCHIED (2004) ISMN M–700235–17-8
- AT THE RIVER (2003) ISMN M–700235–04-8
- LEAVING (2002) ISMN M–700235–03-1
- ERINNERUNG AN MAURICE RAVEL - Klavier Solo (2002) ISMN M–700235-28-4
- PASSING (2001) ISMN M–700235–01-7
- YOU MUST FINISH YOUR JOURNEY ALONE (1999) ISMN M–700235–00-0
- AHAB (1995) ISMN M–700235–02-4
- DO TIMES REALLY CHANGE - Klavier Solo (1993-1994) ISMN M–700235–08-6
- DER LEUCHTTURM AM ENDE DER WELT – STILLE (1992) ISMN M–700235–09-3
- „WAS KANN DICH NOCH RÜHREN?“ - Klavier Solo (1989-1992) ISMN M–700235–10-9
- DER SPINNERIN LIED (1984) ISMN M–700235–11-6
- LISABETTA UND LORENZO (1983)
- THE STING (1982) ISMN M–700235–12-3
- GREASY LUCK - 2 Klaviere vierhändig (1981) ISMN M–700235–13-0
- KAMMERSINFONIE (1980) ISMN M–700235–14-7
- THE SLEEPER (1979) ISMN M–700235–16-1
- GOLDEN JUBILEE (1978) ISMN M–700235–05-5
- FAREWELL (1978)
- MOON A PALE IMITATION (1977) ISMN M–700235–15-4
- VARIATIONEN ÜBER EIN ROMANTISCHES THEMA (1977) ISMN M–700235-40-6
- STANDARD (1977) ISMN M–700235-39-0
- ROMANZE N° 2 - Violine Solo (1977) ISMN M–700235–06-2
- ROMANZE N° 1 - Violine Solo (1977) ISMN M–700235–07–9
- ASBAIN (1977)
- LÖWE VON MITTERNACHT (1975)
- ROSE FOR EMILY (1974)
- SOLO (1974)
- DIE GEHARNISCHTE VENUS (1974)
- QUARTETT (1972)
- EPITAPH (1970)
- STREICHTRIO (1970)